# 라이 루소영
라이 루소영(Ry Russo-Young, 1981년 7월 2일 ~ )은 미국의 영화 감독, 영화 각본가이다.

## 작품 목록
- 베이비스 인 토이랜드 (2003, 단편)
- 마리온 (2005, 단편)
- 오펀스 (2007)
- 날 기억 못해도 좋아 (2009)
- 노바디 웍스 (2012)
- 일곱 번째 내가 죽던 날 (2017)